# Perfluoroctaanzuur
Perfluoroctaanzuur of decapentafluoroctaanzuur, vaak afgekort als C8 of pfoa (van het Engelse perfluorooctanoic acid) is een hulpstof in de bereiding van teflon. In zuivere toestand is het een kleurloze vaste stof.
Het belangrijkste gebruik van de stof is voor de productie van fluorhoudende polymeren zoals polytetrafluorethyleen (ptfe, beter bekend onder de merknaam teflon). De stof komt daardoor in kleine hoeveelheden voor op met teflon gecoate producten, indien de teflonlaag met behulp van perfluoroctaanzuur is geproduceerd. Ook wordt perfluoroctaanzuur gebruikt in bakpapier, pizzadozen, tapijten, tapijtenreinigers, vloerwas en textiel. Dit vanwege de zeer goede olie- en waterwerende werking van de stof.
Deze stof behoort tot de poly- en perfluoralkylstoffen (vaak afgekort als pfas). 

## Risico's
Perfluoroctaanzuur is bij de mens verdacht kankerverwekkend (verdacht carcinogeen, klasse 2), heeft invloed op het voortplantingssysteem (reprotoxisch), is immunotoxisch, er is epidemiologisch bewijs dat het de hormoonhuishouding en het metabolisme kan ontregelen en blootstelling draagt bij aan chronische darmontsteking (colitis ulcerosa). Bovendien breekt de stof in het milieu vrijwel niet af (zeer persistent) en verlaat na inname maar langzaam het menselijk lichaam. Perfluoroctaanzuur is daarom door het Europese Agentschap voor Chemische Stoffen (ECHA) geplaatst op de lijst van zeer zorgwekkende stoffen. Deze lijst bevat stoffen die in de toekomst in de Europese Unie (EU) niet meer geproduceerd of geïmporteerd mogen worden zonder vergunning (autorisatie) van de Europese Commissie. Duitsland en Noorwegen hebben een voorstel ingediend dat in 2017 door de EU is overgenomen en wat ertoe leidt dat de stof ook niet meer in producten voor mag komen (restrictie), behoudens enkele uitzonderingen in toepassingen waar geen alternatief beschikbaar is.
Pfoa wordt als verontreiniging in het drinkwater aangetroffen. Daarnaast kunnen verontreinigingen via gewassen (gras, teelt en akkerbouw) in de voedselketen terechtkomen. Bij inname accumuleert pfoa in de lichaamseiwitten, onder meer in spieren en organen; dit in tegenstelling tot de meeste organische verontreinigingen die zich ophopen in vet. De EFSA (European Food Safety Authority) heeft voorgesteld om de aanbevolen maximale hoeveelheid waaraan mensen veilig kunnen worden blootgesteld fors te verlagen, vanwege toenemende zorgen omtrent effecten die al bij zeer lage concentraties op kunnen treden. De voorgestelde hoeveelheid zou op 1/15e liggen van de huidige, in Nederland door het RIVM gehanteerde waarde. Vanwege een verschil van mening tussen het RIVM en EFSA over de wijze waarop het EFSA tot de aanbeveling kwam, wordt de door het EFSA voorgestelde waarde momenteel niet gebruikt. Dit verandert echter in 2021; het RIVM gaat de gezondheidskundige grenswaarde van het EFSA in gebruiken nemen vanwege nieuwe inzichten omtrent de effecten van pfas op het immuunsysteem.
In gebieden waar pfoa bij fabrieken kon vrijkomen, zoals bij Dordrecht kan ook pfoa in de bodem worden aangetroffen. Volgens het RIVM is in het verontreinigde gebied bij Dordrecht het eten van groenten en fruit uit eigen tuin veilig. Wanneer echter de nieuwe grenswaarde van het EFSA zou worden aangehouden, wordt de toelaatbare dagelijkse inname (TDI) al snel overschreden.

## Rechtszaken
Pfoa werd tot het begin van de eenentwintigste eeuw veel gebruikt, maar is in de westerse wereld steeds meer onder vuur komen te liggen. In de VS kwam in de jaren 90 van de twintigste eeuw naar voren dat perfluoroctaanzuur rond fabrieken in grote hoeveelheden was geloosd en daardoor in bepaalde gebieden het drinkwater bedreigde. Een van de meest onderzochte lozingen betreft die rond de DuPont-fabriek in Parkersburg. De firma DuPont trof in 2005 een schikking met het Amerikaanse milieuagentschap EPA, voor een recordbedrag van $16,5 mln. In een civiele zaak, aangespannen door een boer die zijn vee had zien sterven nadat het met pfoa verontreinigd water had gedronken, werd al in 2004 een schikking bereikt. Deze was veel omvangrijker en leidde onder meer tot het vormen van een onderzoekscomité dat op kosten van DuPont jarenlang onderzoek kon doen naar de effecten die de stof heeft op de gezondheid.
De Amerikaanse documentaire The Devil We Know (2018) belicht de achtergronden rond deze rechtsgang en de houding hierin van DuPont, evenals de Amerikaanse film Dark Waters (2019). Uit interne DuPont documenten, die bij de rechtsgang naar voren kwamen, blijkt dat de giftigheid van pfoa al veel eerder was vastgesteld door de fabrikant. De resultaten van het eigen onderzoek en dierproeven zijn decennialang door het bedrijf bewust achter gehouden en gebagatelliseerd. In de aansprakelijkheidszaken speelt het verwijt dat de fabrikant de gezondheid van zijn werknemers en omwonenden willens en wetens op het spel heeft gezet een belangrijke rol. DuPont ontkent dit. 
In Nederland is DuPont nooit aansprakelijk gesteld voor het verzwijgen van de giftigheid van pfoa bij het verkrijgen van de verleende vergunningen. 

## Uitfasering
Alhoewel het EPA het gebruik van pfoa niet verbood, bereikte het wel een akkoord met alle grote producenten van pfoa om de stof uiterlijk 2015 uitgefaseerd te hebben in de VS. In de VS en de EU wordt PFOA nu vrijwel niet meer geproduceerd, maar het kan nog wel aangetroffen worden in geïmporteerde producten omdat met name in Azië nog grootschalige productie plaatsvindt. De EU heeft daarom een voorstel ingediend om pfoa wereldwijd te verbieden via het Verdrag van Stockholm. Inmiddels wordt voor de fabricage van fluorhoudende polymeren gebruikgemaakt van het GenX-procedé, waarbij pfoa is vervangen door perfluor-2-propoxypropaanzuur. Deze stof wordt evenmin afgebroken in het milieu. Over de giftigheid is weinig bekend, maar de stof is voor de mens mogelijk minder toxisch aangezien het gemakkelijker wordt uitgescheiden.

## Situatie in Nederland
In Nederland ontstond in 2015, na een publicatie van de website FTM.nl, discussie over de vraag of het gebruik van perfluoroctaanzuur door de toenmalige DuPont-fabriek in Dordrecht tot gezondheidsschade c.q. milieuverontreiniging had geleid. Deze fabriek is sinds 2015 onderdeel van het van DuPont afgesplitste Chemours. Naar aanleiding van de berichtgeving vroeg staatssecretaris Mansveld (Milieu) aan het RIVM om hier onderzoek naar te doen. Het RIVM rapporteerde in maart 2016 dat in een gebied direct rond de fabriek langdurige blootstelling aan PFOA had plaatsgevonden en dat hierbij "gezondheidseffecten, zoals op de lever (PFOA-belasting kenmerkt zich in een verhoogd ALAT-serumwaarde), niet uit te sluiten [zijn]".
Naar aanleiding hiervan besloten het Ministerie van Infrastructuur en Milieu, de provincie Zuid-Holland en de gemeenten Dordrecht, Sliedrecht en Papendrecht om aanvullend onderzoek te gaan doen, waaronder een steekproef onder omwonenden om de berekende concentratie pfoa in het bloed te controleren en metingen in drinkwater. Ook werden diverse bodemonderzoeken uitgevoerd om de verspreiding van pfoa in een groter gebied in kaart te brengen. Daaruit bleek dat de verspreiding van de stof hoofdzakelijk buiten de drie hierboven vermelde gemeenten had plaatsgevonden. Zo werd met name in de gemeente Molenwaard een sterk verhoogd gehalte pfoa aangetroffen. De totale pfoa luchtemissie door DuPont gedurende de periode 1968 t/m 2012 loopt in de tientallen tonnen. Deze, via de schoorstenen, uitgestoten pfoa bleek door de vigerende zuidwestenwind een aantal kilometer verderop neergeslagen in de aangrenzende polder. Ook bij Helmond werd onderzoek gedaan naar de verspreiding van pfoa. In deze gemeente was het bedrijf 'Custom Powders' actief dat voor Chemours werkzaamheden verrichtte waarbij pfoa vrijkwam.
In 2019 kwam de afkorting pfas veelvuldig voor in de media. Naast de stikstofcrisis bleek er sprake te zijn van een pfas-crisis. Overal waar sprake was van grondverzet, moest eerst de pfas-waarde worden gemeten van de te verplaatsen grond voor er sprake kon zijn van vergunningverlening daartoe. Aangezien de regering sinds juli 2019 een zeer strenge norm was gaan hanteren dreigen veel bouwprojecten op korte termijn stil te komen liggen. Faillissementen en werkloosheid dreigden. Tijdens een grote demonstratie op het Malieveld in Den Haag najaar 2019 van mensen en groepen die in "de bouw" belangen hebben resp. werkzaam waren zegde de regering toe Nederland "niet op slot te laten gaan".